# Šimpach (przystanek kolejowy)
Šimpach – przystanek kolejowy w miejscowości Šimpach, w kraju Wysoczyna, w Czechach. Położony jest na linii Tábor - Horní Cerekev. Znajduje się na wysokości 555 m n.p.m.
Na stacji nie ma możliwości zakupu biletów, a obsługa podróżnych odbywa się w pociągu.

## Linie kolejowe
- 224 Tábor - Horní Cerekev